# Micropterix tunbergella
Micropterix tunbergella  es una especie de lepidópteros de la familia Micropterigidae. No se conocen las plantas nutricias de la larva, pero el adulto se alimenta del polen de Quercus, Acer y Crataegus.

## Distribución geográfica
La especie está distribuida por toda Europa, incluyendo la región de los Balcanes.